# 티그레스 UANL

티그레스 데 라 우니베르시다드 아우토노마 데 누에보레온(Tigres de la Universidad Autónoma de Nuevo León), 약칭 티그레스 데 라 우안(Tigres de la UANL)은 멕시코 누에보레온주 몬테레이의 축구 클럽으로 간단히 줄여서 티그레스(Tigres) 또는 UANL이라고 부르기도 한다.

누에보레온 자치 대학교가 운영하고 있고 티그레스 데 라 우안은 누에보레온주 몬테레이를 연고로 하는 축구클럽 CF 몬테레이와 라이벌 관계에 있다.

## 주요 성적

### 멕시코 국내 대회
- 멕시코 프리메라 디비시온: 우승 7회 (1977-78, 1981-82, 아페르투라 2011, 아페르투라 2015, 아페르투라 2016, 아페르투라 2017, 아페르투라 2019)
- 코파 멕시코: 우승 3회 (1975-76, 1995-96, 클라우수라 2014)
- 리가 데 아센소: 우승 2회 (1996 동계 리그, 1997 하계 리그)
- 캄페온 데 캄페오네스: 우승 3회 (2016, 2017, 2018)
- 수페르코파 MX: 준우승 1회 (2014)
- 멕시코 세군다 디비시온: 우승 1회 (1973-74)
- 인테르리가: 우승 2회 (2005, 2006)

### 국제 대회
- 북아메리카 수페르리가: 우승 1회 (2009)
- 캄페오네스컵: 우승 1회 (2018)
- CONCACAF 챔피언스리그: 우승 1회 (2020)

## 선수 명단

### 현역
참고: FIFA 자격 규정에 따라 소속된 국가대표팀 국기를 표시합니다. 선수는 복수의 FIFA 비회원국 국적을 가지고 있을 수 있습니다.
| 번호 | 포지션 | 국적     | 이름                |
| ---- | ------ | -------- | ------------------- |
| 1    | GK     |          | 나우엘 구스만       |
| 3    | DF     |          | 사미르 카에타누     |
| 5    | MF     |          | 하파에우 카리오카   |
| 8    | MF     | 우루과이 | 페르난도 고리아란   |
| 9    | FW     |          | 니콜라스 이바녜스   |
| 10   | FW     |          | 앙드레피에르 지냐크 |
| 11   | MF     |          | 후안 브루네타       |
| 13   | DF     |          | 디에고 레예스       |

| 번호 | 포지션 | 국적 | 이름        |
| ---- | ------ | ---- | ----------- |
| 19   | MF     |      | 기도 피사로 |

## 역대 감독
| 감독            | 임기      |
| --------------- | --------- |
| 네리 품피도     | 2003~2004 |
| 히카르두 페레티 | 2006      |
| 아메리코 가예고 | 2007~2008 |
| 호세 페케르만   | 2009      |
| 히카르두 페레티 | 2010      |
| 히카르두 페레티 | 2021      |
| 미겔 에레라     | 2021~2022 |